# Anilocra laevis
Anilocra laevis is een pissebed uit de familie Cymothoidae. De wetenschappelijke naam van de soort is voor het eerst geldig gepubliceerd in 1878 door Edward John Miers.